# Michael Christensen (Badminton)
Michael Christensen (* 24. September 1981) ist ein dänischer Badmintonspieler. 

## Karriere
Michael Christensen gewann 2000 und 2002 den Juniorentitel in Dänemark im Herreneinzel. 2003 siegte er bei den Czech International in der gleichen Disziplin, 2006 bei den Portugal International.

## Sportliche Erfolge
| Saison    | Veranstaltung                                    | Disziplin    | Platz | Name                       |
| --------- | ------------------------------------------------ | ------------ | ----- | -------------------------- |
| 1999/2000 | Dänemark: Einzelmeisterschaften der Junioren U19 | Herreneinzel | 1     | Michael Christensen, KMB   |
| 2001/2002 | Dänemark: Einzelmeisterschaften der Junioren U19 | Herreneinzel | 1     | Michael Christensen, Århus |
| 2003      | Czech International                              | Herreneinzel | 1     | Michael Christensen        |
| 2006      | Portugal International                           | Herreneinzel | 1     | Michael Christensen        |